# Miguel Ángel Ferrer Martínez
Miguel Ángel Ferrer Martínez, més conegut com a Mista, és un exfutbolista murcià. Va nàixer a Caravaca de la Cruz el 12 de novembre de 1978 i ocupava la posició de davanter.

## Trajectòria
Es va formar en les categories inferiors del Reial Madrid debutant en pretemporada amb el primer equip, entrenat per aquell temps per Fabio Capello. En aquella època, el Reial Madrid B disputava la Segona divisió B i Mista no veia cap opció d'arribar al primer equip. Per això va decidir demandar al seu club al considerar que la clàusula de rescissió del seu contracte era massa elevada i estava desporporcionada respecte a la seva fitxa.
Una vegada iniciat el procés judicial, el Reial Madrid i el CD Tenerife van arribar a un acord per al seu traspàs (per una quantitat molt inferior a la de la seva clàusula). El seu periple amb el club chicharrero en Primera va ser curt, ja que va culminar amb el descens de l'equip canari, si bé li va donar temps a mostrar la seva qualitat en marcar tres gols en tretze partits en un equip sumit en una profunda crisi.
Eixe estiu va fitxar pel València CF que el va mantenir cedit en el Tenerife, ara a Segona Divisió. Després d'una notable campanya en la qual va marcar disset gols, els tinerfenys van assolir l'ascens. La temporada següent, juntament amb el seu company Curro Torres i l'entrenador Rafael Benítez, va fer les maletes rumb a València. Les dues primeres temporades en el club xe van ser d'adaptació, ja que no va ser titular més que en comptades ocasions, marcant cinc i set gols respectivament.
Però la campanya 2003-2004 va suposar un gir fonamental en la seva carrera, ja que va marcar dinou gols convertint-se en el màxim golejador de l'equip i un dels més golejadors de tota la lliga. Gràcies a la seva capacitat golejadora el València CF va assolir un històric doblet en guanyar la lliga i la Copa de la UEFA. Precisament, en aquest darrer torneig va marcar un gol en la final disputada davant l'Olympique de Marsella, que va finalitzar en un 2-0.
La temporada següent, a causa dels problemes de renovació, unit al mal nivell general de l'equip i que de 29 partits jugats solament en 10 va sortir de titular, jugant pocs minuts en la resta, van causar un baixó en el seu rendiment golejador marcant només vuit gols. L'arribada de David Villa en la temporada 2005-2006 el va relegar a la suplència, cosa que, sumant que va jugar de mitjapunta, va disminuir considerablement els seus registres golejadors. Això, afegit al fitxatge de Morientes, el va condemnar a un segon pla en el València CF, per la qual cosa al juliol de 2006 va decidir fitxar per l'Atlètic de Madrid, gràcies a la intervenció de "Suso" García Pitarch, sent traspassat de la capital del Túria a la capital d'Espanya a canvi de 4,5 milions d'euros. A l'equip matalasser juga 29 partits el primer any, i només sis al segon, marcant un total de tres gols.
El Deportivo de La Corunya el fitxa al juny de 2008. Signa per tres anys en el club gallec. Fica el seu primer gol com deportivista contra el Reial Madrid en la primera jornada de Lliga, però perd la titularitat per una pubàlgia que el tindria apartat dels terrenys de joc intermitentment durant tota la temporada.

## Selecció
Va ser internacional amb la selecció espanyola en dues ocasions. El seu debut es va produir el 22 de març de 2005 en un partit disputat a Salamanca en el qual Espanya es va imposar a la Xina per tres a zero.
Amb la selecció de futbol de Múrcia ha disputat tres partits, els tres que fins ara ha disputat el seu combinat (davant Lituània, Equador i Guinea Equatorial).

## Palmarès
- 2 Lligues (01/02 i 03/04)
- Copa de la Uefa 2004
- Supercopa Europea 2004